# Sparate a vista all'inafferrabile 009
Sparate a vista all'inafferrabile 009 (L'oeil du monocle) è un film del 1962 diretto da Georges Lautner.
Si tratta del sequel del film Hitler non è morto (Le monocle noir), diretto dallo stesso Georges Lautner e uscito nel 1961.

## Trama
1962. I servizi segreti britannici e sovietici inviano le loro spie sulla scia di un'ex SS tedesca, Hektor Schlumpf, che vuole recuperare un carico di archivi e oro, sommerso dalla Corsica dal 1943. Ma Schlumpf è già protetto dai servizi francesi, rappresentati dal maggiore Dromard, in cambio di documenti compromettenti per le nazioni alleate durante la guerra.